# 王玲娜
王玲娜（1988年—），广东揭阳人，汉族，中华人民共和国政治人物。

## 生平
毕业于广州康大职业技术学院电子商务专业。加入中国共产党。任揭西县凤江镇凤北村党总支委员、村委会主任助理。2013年，担任全国人大代表。2018年2月24日，当选为第十三届全国人大代表。